# Xã Peace, Quận Kidder, Bắc Dakota
Xã Peace (tiếng Anh: Peace Township) là một xã thuộc quận Kidder, tiểu bang Bắc Dakota, Hoa Kỳ. Năm 2010, dân số của xã này là 28 người.